# Lydia West
Lydia Dorothy West (Islington, Gran Londres, 1993) és una actriu anglesa. És coneguda pels seus papers a la sèrie de televisió de la BBC One Years and Years i a la de Channel 4 It's a Sin.

## Filmografia
| Any          | Títol           | Paper               | Notes                       |
| ------------ | --------------- | ------------------- | --------------------------- |
| 2019         | Years and Years | Bethany Bisme-Lyons | 6 episodis                  |
| 2020         | Dracula         | Lucy Westenra       | Episodi: "The Dark Compass" |
| 2020         | Higher Grounds  | Bridget             |                             |
| 2021         | It's a Sin      | Jill Baxter         | Paper principal             |
| Per anunciar | Text for You    | Per anunciar        |                             |
| Per anunciar | Suspicion       | Monique             |                             |

## Àudio
| Any  | Títol                              | Paper        | Notes                               |
| ---- | ---------------------------------- | ------------ | ----------------------------------- |
| 2020 | Doctor Who: The Sorcerer of Albion | Vivien       | Big Finish: Donna Noble: Kidnapped! |
| 2020 | The Wizard of Oz                   | Dorothy Gale |                                     |